# Notiomastodon platensis
Notiomastodon platensis es una especie extinta y única conocida para el género Notiomastodon, un mamífero proboscídeo perteneciente a la familia Gomphotheriidae. Vivió de mediados a finales del Pleistoceno hace entre 460 000 a 11 000 años en América del Sur.  Estos animales vivieron principalmente en las tierras bajas al este de los Andes. Los ejemplares de Notiomastodon alcanzaban un tamaño similar al del actual elefante asiático. Como otros gonfotéridos tales como Cuvieronius de las zonas andinas y algunas formas norteamericanas como Stegomastodon, Notiomastodon se caracterizaba por su hocico corto y su cráneo alto y muy arqueado. La mandíbula corta se debía a la pérdida de las defensas inferiores, las cuales suelen hallarse mayormente en los gonfotéridos de Eurasia y África. Los rasgos particulares que pueden ser hallados en Notiomastodon incluyen a las defensas superiores, las cuales frecuentemente carecen de una capa de esmalte, así como el patrón de los molares. La superficie masticadora abultada formada por su patrón distingue a este animal como un generalista capaz de alimentarse de distintos tipos de plantas, las cuales variaban de acuerdo con los ambientes locales. En el curso del último periodo glacial, hubo una adaptación hacia el consumo de pastos. El género fue nombrado originalmente en 1929, y ha sido controvertido en el curso de la historia de la taxonomía ya que ha sido frecuentemente confundido o sinonimizado con las formas llamadas Haplomastodon y Stegomastodon. Los exhaustivos estudios anatómicos realizados desde la década de 2010 han mostrado que Notiomastodon representa al único proboscídeo válido en las zonas bajas de América del Sur, mientras que Haplomastodon es idéntico y Stegomastodon queda limitado a América del Norte.

## Características

### Tamaño
Notiomastodon era un proboscídeo de tamaño medio a grande. Usando un esqueleto completo, se reconstruyó una altura a la cruz de cerca de 2.5 m y un peso corporal de 3.15 t, mientras que otros análisis elevan a más de 4.4 t el peso del mismo individuo. Para otro individuo, los cálculos de peso varían entre 4.1 y 7.6 t. Dado que estas estimaciones se basan en las dimensiones de los huesos de las extremidades, pero estas difieren proporcionalmente de las de los elefantes actuales, estos valores solo pueden ser considerados como una aproximación. En general este género alcanzaba aproximadamente las dimensiones de los elefantes asiáticos actuales (Elephas maximus). Una cabeza de fémur  parcial hallada en Yumbo en Colombia, con una circunferencia de 51.2 cm, sugiere que ese ejemplar en particular pudo haber excedido las 7.9 t de peso; algunos especímenes alcanzaban los tres metros de altura.

### Cráneo y dentadura
El cráneo de Notiomastodon era corto y alto, y comparado con el de su pariente Cuvieronius, era más estrecho y corto. En vista lateral, este se pronunciaba en un domo, comparable al de los cráneos de los elefantes actuales. Sin embargo, en el caso de los elefantes modernos, el cráneo tiene una orientación incluso más verticalizada y el hocico es mucho más corto. Los cráneos hallados tienen longitudes totales de 75 a 113 cm, y la altura de estos, medida desde el borde superior hasta los alvéolos dentales es de 41 a 76 cm. La parte superior del cráneo se caracterizaba en vista frontal por tener dos domos, entre los cuales hay una leve sutura a lo largo del centro del cráneo. Ambos domos se formaban por las cámaras llenas de aire del neurocráneo. Estas eran mayores que en Gomphotherium. La frente era amplia y aplanada en su mayor parte. Como en todos los proboscídeos avanzados, el hueso nasal era corto y yacía en la parte superior de la muy amplia pero plana abertura nasal en donde se iniciaba la trompa. Visto de lado, un surco limitaba el hueso nasal, el cual servía como punto de anclaje para el músculo maxilo-labial, el cual actuaba como un brazo de carga para la trompa. Los bordes restantes de la abertura nasal estaban formados por el hueso premaxilar y las extensiones individuales de este. Este hueso formaba también los alvéolos de los incisivos superiores. Estos eran muy largos, a veces de hasta 59 cm, y eran muy anchos y su diámetro se incrementaba hacia adelante. Estos solo divergían levemente y en vista lateral se alineaban con el perfil de su frente. Esto creaba un amplio ángulo entre la orientación de los alvéolos de las defensas y el plano de la superficie masticadora de los molares. Hacia arriba, los alvéolos de los incisivos estaban levemente hendidos. En general, el premaxilar era mucho más masivo que en Gomphotherium, por ejemplo. Debido al acortamiento del cráneo en el hocico, la órbita ocular de Notiomastodon se hallaba por sobre el extremo frontal de la fila de dientes molares, lo cual se sitúa notoriamente más hacia adelante que en los gonfotéridos de hocico largo como Gomphotherium o Rhynchotherium. El arco cigomático era robusto y alto. Su borde superior era más bien recto, mientras que el inferior tenía una leve muesca en la cual iniciaba el músculo masetero.

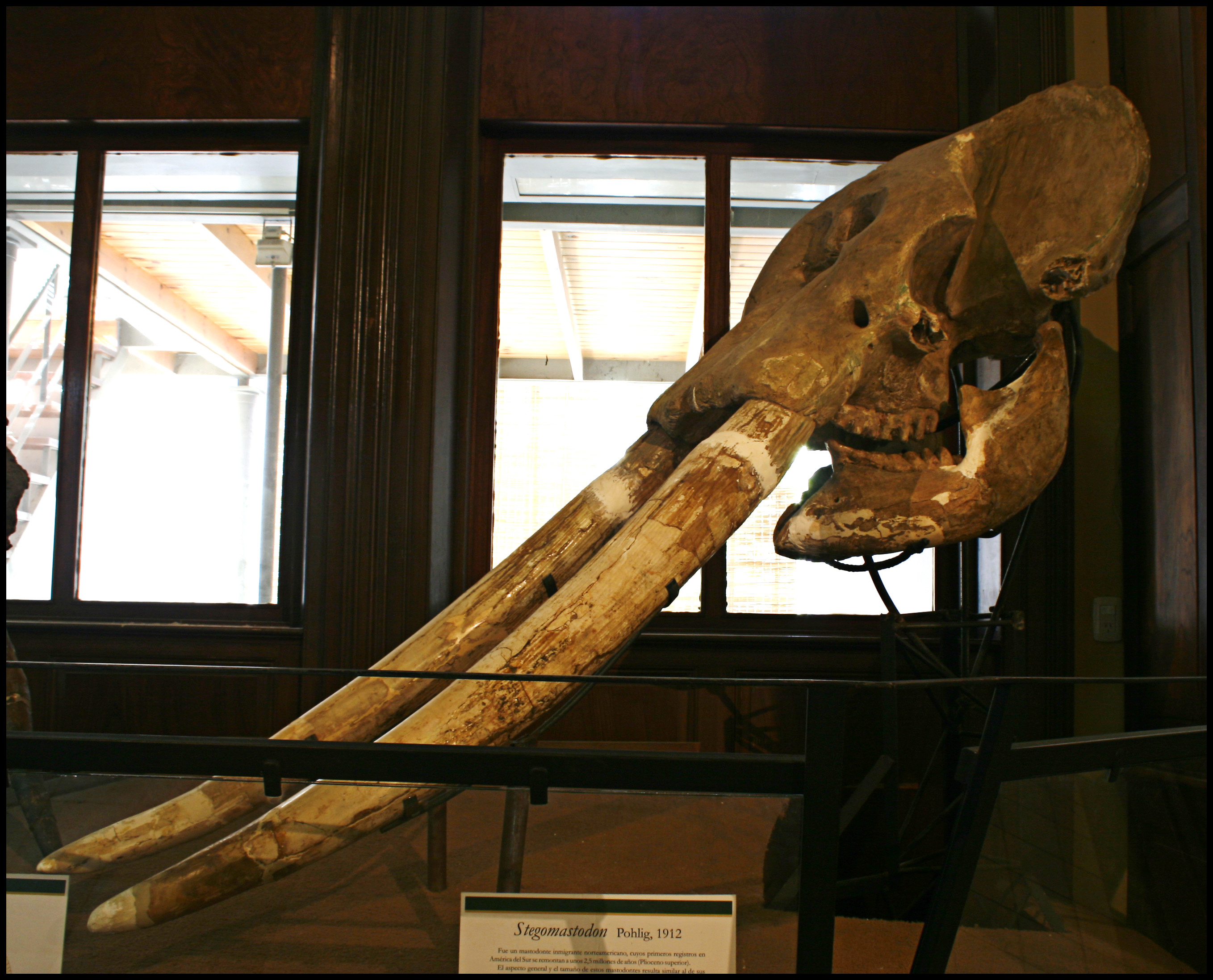
Cráneo de Notiomastodon con defensas casi rectas.

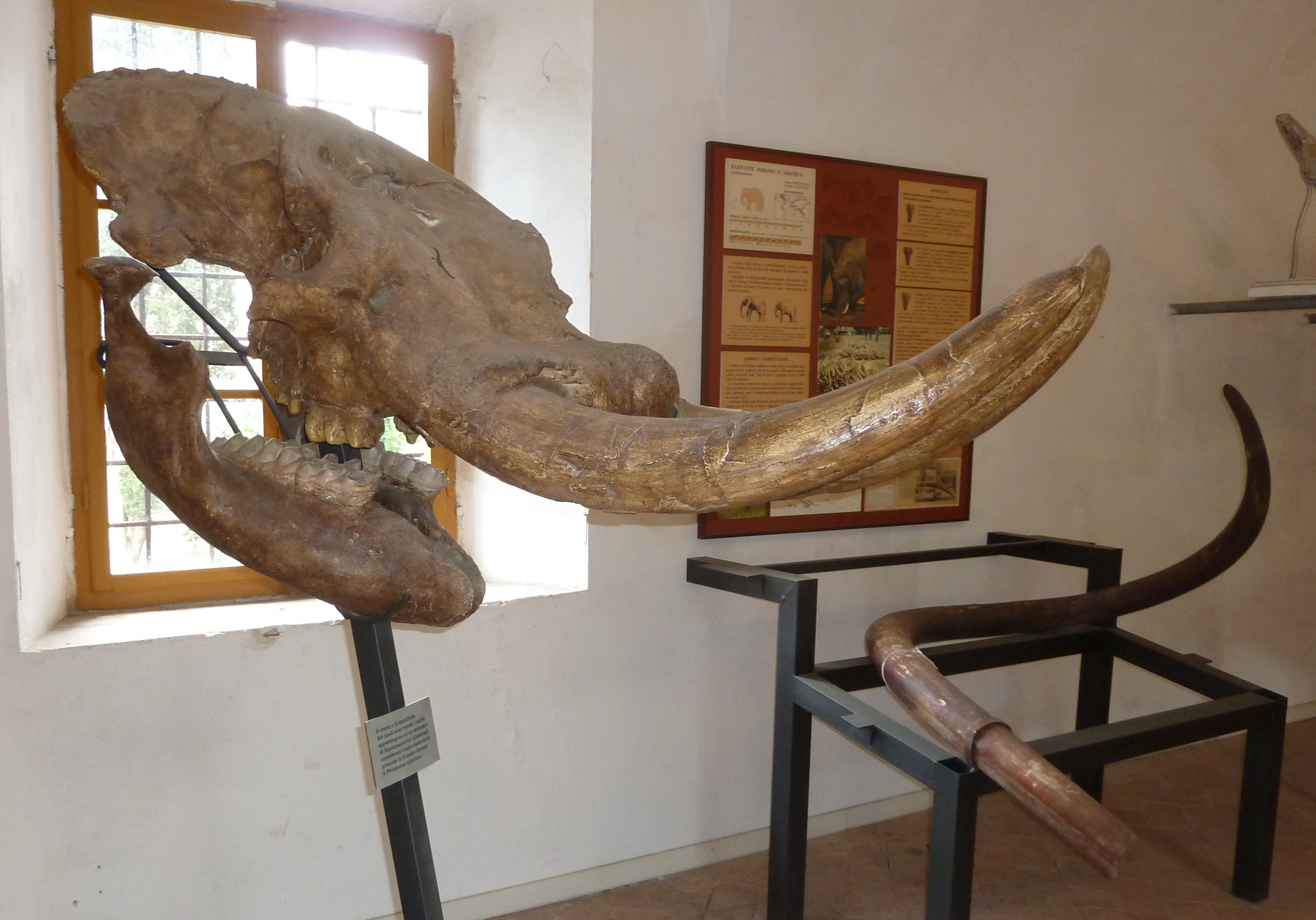
Cráneo de Notiomastodon con defensas claramente curvadas.

La mandíbula llegaba a los 77 cm de longitud, y el área en donde se insertaban los dientes era bastante ancha y notablemente arqueada en su borde inferior. Su altura bajo los molares era de más de 15 cm. En contraste, Stegomastodon tenía un borde inferior mayormente recto. La sínfisis era la típica de los gonfoterios suramericanos al ser relativamente corta (brevirrostre), y en algunos individuos se dirigía hacia abajo en forma notoria y a veces formaba una pequeña prominencia, como es el caso en Cuvieronius. La sínfisis dirigida hacia abajo se considera como un rasgo diagnóstico. Por otra parte, en Stegomastodon, esta prominencia estaba significativamente reducida. En algunos casos, había hasta tres agujeros conocidos como forámenes mentales. El ramo ascendente de la mandíbula era masivo y se elevaba hasta 47 cm. Los bordes frontal y posterior mostraban una orientación paralela. El proceso frontal era significativamente más bajo que el de la articulación, lo cual no era el caso en Stegomastodon. La articulación finalizaba en posición transversal al eje longitudinal de la mandíbula y era muy robusta, con una distancia entre sus puntas de lado a lado de 57 cm. También a diferencia de Stegomastodon, el proceso angular era menos prominente.
Los dientes consistían en sus grandes defensas y los dientes molariformes. En contraste con los gonfotéridos euroasiáticos, los incisivos solo se formaban en la dentadura superior, aunque en ocasiones se formaban pequeños alvéolos en la mandíbula. Como en todos los proboscídeos, las defensas superiores eran en realidad los segundos dientes incisivos hipertrofiados. Estas defensas podían variar de forma en cada individuo, de modo que las defensas podían ser cortas y con las puntas claramente curvadas hacia arriba o relativamente rectas. La capa de esmalte solía desaparecer en los individuos adultos. Eso lo diferencia de Cuvieronius, cuyas defensas superiores eran espiraladas con una banda de esmalte que las envolvía. Adicionalmente, en este último aparecen defensas inferiores en los ejemplares juveniles. En general, las defensas de Notiomastodon eran muy robustas. Su longitud era de más de 88 cm por fuera de los alvéolos, y en los especímenes particularmente largos podía alcanzar los 128 cm medidos sobre la curvatura externa. La sección transversal era de forma oval y variaba de 11.5 a 16.4 cm de diámetro. La restante dentadura estaba compuesta por los premolares y molares como en los elefantes modernos, los cuales erupcionaban uno tras otro debido al reemplazo horizontal de los dientes. La superficie masticadora se componía por lo general de siete pares de crestas o lófidos, las cuales daban a los dientes un patrón bunodonto. Los primeros dos molares tenían tres pares de crestas (trilofodontes) que se orientaban a lo largo del eje longitudinal. Los tres superiores, por su parte tenían cuatro y el inferior más de cinco pares de crestas (tetra- y pentalofodonte), por lo cual estas crestas adicionales eran menos pronunciadas. Stegomastodon, poseía en cambio cinco crestas en los dientes superiores y más de ocho en los inferiores.  Importante anacoidía en los M3. Los molares, M3/m3, tetralofodontos o pentalofodontos; y su morfología del desgaste en la fase oclusal varía de simple a complicada debido a la presencia de cónulos centrales y cónulos accesorios entre las cúspides principales de prétrites y póstrites, lo que hace que se vea en forma de trébol doble. Es característico de esta especie una mayor proporción de dientes con dichas figuras treboladas muy complejas y pticodontia marcada en su esmalte. Adicionalmente, se pueden identificar dos morfotipos en Notiomastodon en relación con los molares, uno con dos crestas adicionales centrales en cada medio lado del diente en sentido longitudinal y otro sin ellas. También es muy característica la estructura en forma de hojas de trébol en las crestas individuales en estado desgastado. En general, la estructura dental de Notiomastodon se caracterizaba por un patrón basal, el cual era más similar al de Cuvieronius. Sin embargo, debido a los diferentes morfotipos, se aproximaba más al complejo patrón de la superficie masticadora de Stegomastodon, el cual se formaba principalmente por la formación de crestas laterales adicionales. El último molar masticador habría tenido entre 35 a 82 crestas en Notiomastodon, 33 a 60 en Cuvieronius y 57 a 104 en Stegomastodon. En total, la superficie masticadora del último molar de Notiomastodon era de 57 a 160 cm² (12 a 32 cm² por lófido) y en Stegomastodon 72 a 205 cm² (12 a 34 cm² por lófido). Por tanto los dientes eran típicos para un proboscídeo relativamente grande. El último molar inferior medía 21.6 cm de largo, y el último molar superior más de 19.3 cm.

### Esqueleto postcraneal
En cuanto a la forma de su esqueleto postcraneal, Notiomastodon era en su mayor parte parecido a los elefantes actuales, pero en general de porte más robusto. El húmero era macizo y de 78 a 87 cm de largo. Este se ensanchaba hacia los extremos de las articulaciones, la cabeza de la articulación era ancha y claramente redondeada. Sin embargo, solo algunas prominencias mostraban áreas rugosas en el eje. El cúbito era más bien grácil, con una longitud total de 75 a 80 cm pero casi tan grande como el húmero. Debido al gran olecranon, la extensión de la articulación superior, la longitud fisiológica del hueso era de solo 57 a 64 cm. Como resultado, el cúbito era funcionalmente mucho más corto que el húmero, lo cual es característico de los gonfotéridos suramericanos en comparación con sus parientes euroasiáticos. La longitud fisiológica del cúbito también se correspondía a la longitud total aproximada del radio. El fémur medía de 96 a 100 cm de largo y consistía de un eje casi cilíndrico, levemente aplanado solo en el frente y atrás. La cabeza femoral de forma esférica se elevaba sobre la otra prominencia, pero se asentaba sobre un cuello más corto que el de Cuvieronius. En el extremo inferior, la prominencia interna era mayor que la exterior. El peroné, el cual alcanzaba los 70 cm de largo, se caracterizaba por un eje prismático y un extremo más alto en la articulación inferior. Las manos y pies tenían cinco dedos, como en los elefantes modernos. Las extremidades de Notiomastodon, como las de otros gonfotéridos de mandíbula corta, eran generalmente más macizas y robustas que en los elefantes actuales. También resulta muy curioso que la longitud de las secciones superior e inferior de las patas de Notiomastodon estaban más equilibradas entre sí que las de los elefantes actuales y en Stegomastodon. En el caso de este último, la longitud del fémur excedía a la de la tibia por casi el doble. Otra importante diferencia puede verse en la proporción de las patas delanteras comparadas con las posteriores. Estas tiene un promedio de 82 % para Notiomastodon y de 93 % en Stegomastodon, lo cual significa que las patas traseras del segundo eran significativamente más cortas que las delanteras. En Stegomastodon, la proporción de las secciones superior e inferior de sus patas así como de las patas delanteras y traseras entre sí le daba una mejor adaptación para los ambientes abiertos y dar largas zancadas y un mayor grado de graviportalidad, que en el caso de Notiomastodon. Esto también se refleja en la constitución de los pies, los cuales eran más delgados y altos que en Stegomastodon.

## Distribución

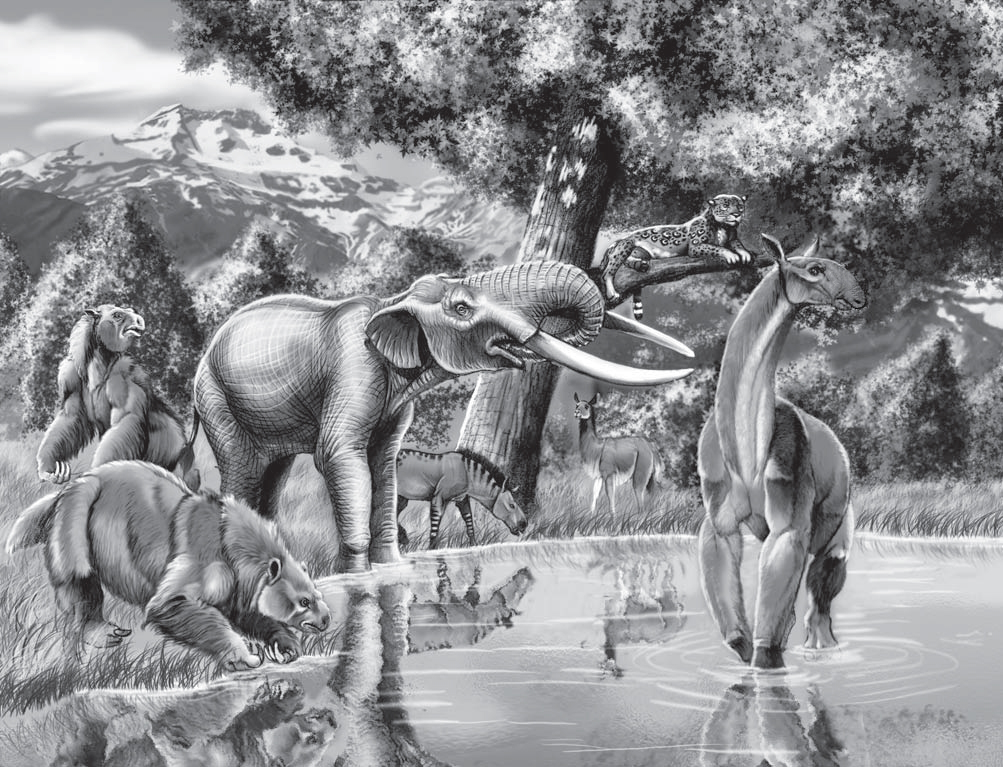
Reconstrucción de Notiomastodon junto a otros mamíferos del Pleistoceno superior de Chile

El rango geográfico de Notiomastodon se extendía aproximadamente por la zona norte, este y sur de Suramérica. Los especímenes de este proboscídeo se hallan mayormente en las zonas bajas, mientras que en las zonas montañosas de los Andes solía ser reemplazado por Cuvieronius. Es posible que ambos proboscídeos evitaran la competencia directa debido a la estricta definición de hábitat, ya que ambos tenían un espectro ecológico similar. Para Notiomastodon, sus hábitats pueden ser reconstruidos principalmente como sabanas y pastizales secos, los cuales existían bajo climas cálidos a templados. Como resultado, el límite de distribución se encontraba entre las latitudes sur 37 a 38. Importantes evidencias fósiles se han encontrado en la región pampeana y el Gran Chaco en Argentina. Estos incluyen yacimientos como Santa Clara del Mar en la provincia de Buenos Aires y el río Dulce en la provincia de Santiago del Estero. También se han documentado restos del sur de Bolivia, que aún se hallan en la zona del Gran Chaco. Por lo demás, la mayoría de hallazgos de esa zona corresponden a Cuvieronius. La evidencia más austral de este proboscídeo proviene de restos aislados del centro de Chile. Hay hallazgos también en Uruguay y en Paraguay.
Se conocen otros hallazgos de Brasil, en donde Notiomastodon estaba ampliamente difundido desde las zonas abiertas del sur del Chaco a la actual cuenca amazónica, y se han hallado restos fósiles en la plataforma continental de la costa atlántica. Uno de los sitios más importantes, sin embargo es el estado de Minas Gerais. Al menos 47 individuos de Notiomastodon fueron hallado allí. Estos fueron conservados en un socavón con sedimentos de grano grueso. El género se reportó también de Perú, Ecuador, Colombia y Venezuela.  Es interesante señalar que algunos de los yacimientos con restos de Notiomastodon en estos países, como Nemocón en Colombia, Punín en Ecuador y Leclishpampa en Lima en Perú, se ubican en depósitos de alta montaña, mientras que en un ambiente de tierras bajas como La Huaca en Perú, se han encontrado restos de Cuvieronius, en contraste con la división tradicional de hábitats de tierras bajas y montañas propuesta para estos animales. En Ecuador, el sitio de Quebrada Pistud cerca de Bolívar en la provincia de Carchi es digno de mención. Este contenía cerca de 160 restos fósiles de Notiomastodon alojados a lo largo de varias docenas de metros cuadrados en depósitos de inundación. Estos representaban al menos siete ejemplares, y un esqueleto único consistía de 68 elementos óseos dispersos en una superficie de 5 m². Otro sitio importante allí es el foso natural de asfalto de Tanque Loma en la península de Santa Elena, que tenía más de 1000 huesos individuales. Cerca de 660 de ellos fueron examinados con detalle, y cerca de 11 % pueden ser situados en Notiomastodon. Estos corresponden a 3 individuos, incluyendo dos juveniles.
Argentina
- Ciudad Autónoma de Buenos Aires (15 000 AP), excavaciones del Puerto Nuevo;
- Provincia de Buenos Aires,
  - Santa Clara del Mar (17 880 ± 60 AP).[36]
  - Mercedes (en García, y Tiro Federal),
  - San Pedro
- Córdoba,
- Entre Ríos,
- Provincia de Santa Fe,
- Provincia de Santiago del Estero,[37]
  - Ciudad de Santiago del Estero —alrededores— 19 900 ± 120 AP
  - La Banda —zona del río Dulce—
  - Río Hondo

Uruguay.
Paraguay.
Brasil
- Río Grande del Sur (formación Touro Passo, en el oeste del estado).

Chile
- Padre Hurtado
- Laguna de Tagua Tagua (San Vicente de Tagua Tagua)
- Chiloé

## Paleobiología

### Dieta
El patrón masticatorio bunodonte de los gonfoterios se asocia usualmente con una dieta generalista, la cual sugiere una preferencia por plantas mixtas. Esto también ha sido delineado en estudios sobre los rastros de desgastes y arañazos en los molares de Notiomastodon del yacimiento del Pleistoceno superior de la isla de Aguas de Araxá en el estado brasileño de Minas Gerais. Los dientes presentan un alto número de muescas y arañazos, lo cual es consistente con rastros similares producidos por abrasión en los dientes de ungulados actuales que consumen plantas tanto duras como blandas. A través de algunas residuos de plantas de los dientes, se pudo identificar que la base de su dieta eran coníferas, centinodias y polipodiáceas. En contraste, los análisis de isótopos de otras áreas de América del Sur dibujan un panorama más complejo. Este resulta en una predominancia de las plantas C4 en el espectro dietario de los ejemplares del Pleistoceno superior de las zonas del norte y el centro de América del Sur tales como Ecuador o el Gran Chaco, mientras que aquellos de las regiones australes como la Pampas se alimentaban mayormente de plantas C3. En las áreas intermedias, se pudo reconstruir una dieta mixta con base en los isótopos. Sin embargo, este es también el caso de los individuos del Pleistoceno medio del Cono Sur. Esto fue particularmente aparente en los hallazgos fósiles del yacimiento de Quequen Grande en la provincia argentina de Buenos Aires. Los estudios de isótopos de hallazgos de allí del Pleistoceno medio indican una dieta relativamente mixta, mientras que otros del Pleistoceno superior sugieren que se especializaba en consumir pastos. Notiomastodon puede haber sido un herbívoro oportunista que adaptaba sus hábitos alimenticios a las condiciones locales, de manera similar a lo que se ha documentado en los elefantes actuales. Especialmente durante el curso del Pleistoceno superior, cuando los cambios climáticos del último periodo glacial en el Cono Sur causaron que los bosques se redujeran y fueran reemplazados por ambientes de pastizales, este fue un importante fenómeno adaptativo. Un estudio de 2025 encontró que en el centro de Chile, su dieta variaba dependiendo de su ubicación (la cual iba desde zonas de matorrales xerofíticos a bosque templado) pero predominantemente era un ramoneador, y su dieta incluía notablemente frutas y semillas, incluyendo semillas del bambú Chusquea, así como el fruto de la palma chilena (Jubaea chilensis), por lo cual proporciona evidencia directa para la afirmación hecha por Daniel H. Janzen y Paul S. Martin en un artículo publicado en 1982 sobre que los gonfoterios eran probablemente importantes dispersores de semillas en los ecosistemas neotropicales del Pleistoceno incluyendo a las especies consideradas como "anacronismos evolutivos" con grandes frutos que carecen de dispersores actuales efectivos.

### Estructura de la población y reproducción
El yacimiento de Águas de Araxá es significativo ya que tiene una de las mayores colecciones de fósiles de Notiomastodon. Estos son interpretados como los restos de una población local que fue eliminada por un evento catastrófico. De acuerdo con los estudios dentales, el grupo consistía en un 14.9 % de juveniles (0 a 12 años de edad), un 23.0 % de individuos casi adultos (13 a 24 años) y el 62.1 % de ejemplares adultos (25 años en adelante). Este último grupo puede ser desgranado en un 27.7 % de animales de mediana edad (25 a 36 años) y un 17.2 % de ejemplares viejos (37 a 48 años) y seniles (49 a 60 años). Es notable la gran proporción de individuos de más de 37 años, lo cual sugiere que había una alta tasa de supervivencia alta en este grupo. Algunos de los animales adultos sufrían de cambios patológicos en sus huesos producto del nódulo de Schmorl, osteomielitis y osteoartritis. Estos se evidencian en las vértebras y los huesos largos entre otros, y pueden deberse a enfermedades individuales. La osteomielitis también se ha diagnosticado en los hallazgos de Notiomastodon de otros yacimientos. Los restos hallados en Águas de Araxá de deben haber estado expuestos por un largo tiempo tras su depósito. Esto no solo permitió que los escarabajos derméstidos hicieran perforaciones en los huesos, sino que además hay evidencia de marcas de mordidas de grandes cánidos tales como Protocyon. Las marcas de hueso roídos son el resultado del consumo de carroña, posiblemente causado por un periodo de escasez de alimentos. Debido a su tamaño, Notiomastodon difícilmente tendría enemigos naturales en vida. Rastros dejados por un gran depredador también se encontraron en un esqueleto del yacimiento de Pilauco en el sur de Chile.
Un estudio de una defensa de un animal macho de la cuenca de Santiago de Chile permitió analizar los últimos cuatro años de su vida mediante análisis de isótopos y de lámina delgada. Durante este periodo, el grosor del diente se incrementó en cerca de 10 mm al año. Se comprobó que esta tasa de crecimiento es cíclica y se interrumpía a principios del verano con un crecimiento reducido del diente. Se interpreta que el crecimiento reducido corresponde a la etapa de must, una fase controlada por hormonas que ocurre anualmente en los elefantes actuales, y se caracteriza por un enorme incremento en la testosterona. Durante el must, los machos se vuelven extremadamente agresivos y se pueden producir batallas por los derechos de apareamiento, a veces con consecuencias fatales. Una característica externa es el incremento del flujo de una secreción de la glándula temporal. En el caso del animal de Santiago de Chile, las anomalías de crecimiento estaban parcialmente vinculadas a un cambio en la dieta. La muerte del individuo tomó lugar de forma relativamente abrupta a principios del otoño.

### Icnofósiles
Son relativamente raros los fósiles de pisadas de proboscídeos documentados en Suramérica. Uno de los sitios más importantes es Pehuen Có cerca de Bahía Blanca en la provincia argentina de Buenos Aires. El sitio fue descubierto en 1986 y cubre un área de 1.5 km². Las numerosas pisadas fueron impresas en un sustrato que originalmente era blando. Se ha podido identificar a varios icnogéneros producidos por mamíferos, tales como Megalamaichnum (correspondiente al camélido Hemiauchenia), Eumacrauchenichnus (del ungulado nativo Macrauchenia), Glyptodontichnus (producido por el pariente de los armadillos Glyptodon) o Neomegatherichnum (el perezoso gigante Megatherium), y adicionalmente también se han hallado huellas de aves como Aramayoichnus que representaría a un ñandú. Debido a la diversidad de huellas, Pehuen Có es uno de los más importantes sitios con icnofósiles del mundo. Se ha datado en unos 12 000 años antes del presente. Los rastros de proboscídeos sin embargo no son comunes allí. El rastro principal comprende siete pisadas sobre una longitud de 4.4 m. Las impresiones individuales tienen una forma oval con longitudes de 23 a 27 cm y anchos de 23 a 30 cm. En general, estas tienen una profundidad de 8 cm bajo la superficie. En algunos casos, se encuentran pequeñas prominencias en el borde frontal, las cuales son interpretadas como las marcas de tres a cinco dedos, comparables a las estructuras en forma de uña de los elefantes actuales. Las pisadas frontales de mayor tamaño tienen cinco, y las de las menores en algunos casos solo tienen tres de esas prominencias. De igual forma poseen una forma aplanada que se generaba por las almohadillas grasas de las patas como ocurre en los elefantes modernos. Las pisadas de Pehuen Có son asignadas al icnogénero Proboscipeda, cuyo sinónimo es Stegomastodonichnum. El tamaño de estas pisadas sugiere que fueron hechas por animales del tamaño del elefante asiático, lo cual encaja a grandes rasgos con Notiomastodon.

### Paleopatologías
Se han encontrado vértebras con patologías pertenecientes a N. platensis en depósitos del Pleistoceno tardío en Anolaima, Cundinamarca, Colombia. Específicamente, estas consisten en lesiones óseas profundas en el proceso espinoso, lesiones osteoartríticas, y articulaciones asimétricas de las zigapófisis, las cuales fueron causadas por deficiencias nutricionales resultado de perturbaciones ambientales y probablemente exacerbadas por el excesivo estrés biomecánico en los huesos a medida que el proboscídeo se movilizaba por el terreno desigual de tierras altas de la región. Los dientes posteriores de N. platensis revelan que la especie era relativamente susceptible de desarrollar cálculo dental.

## Clasificación
Notiomastodon es un género de proboscídeo de la familia Gomphotheriidae. Los proboscídeos son un orden de mamíferos relativamente exitoso y con una larga historia, la cual se inició a finales del Paleoceno. Originarios de África, alcanzaron en el transcurso de su historia evolutiva una gran diversidad y expansión tanto en el Viejo como en el Nuevo Mundo. Se pueden distinguir distintas fases de radiación evolutiva. Los gonfoterios pertenecen a la segunda fase, la cual empezó en el Mioceno inferior. La característica principal de los gonfoterios verdaderos es la formación es la formación de tres crestas transversales en el primer y segundo molar (gonfoterios trilofodontes; las formas más modernas con cuatro defensas son conocidas a veces como gonfoterios tetralofodontes, pero ya no se incluyen en la familia). Como en los elefantes actuales, los gonfoterios tenían un patrón de reemplazo dental horizontal lo cual los incluye en el grupo moderno Elephantimorpha, en comparación con sus ancestros que caerían de este rasgo. En contraste con el reemplazo vertical de los dientes que es usado por la mayoría de los mamíferos, en el cual todos los dientes permanentes están disponibles al mismo tiempo, en el reemplazo horizontal los dientes molariformes individuales erupcionan uno tras otro en fila. Esto se originó por el acortamiento de la mandíbula en el curso de la evolución de los proboscídeos y es detectable por primera vez en Eritreum a finales del Oligoceno, hace unos 28 millones de años. Aun así, a diferencia de los elefantes actuales, los gonfoterios poseen una serie de rasgos primitivos y avanzados. Estos incluyen por ejemplo, un cráneo generalmente más aplanado, la formación de defensas superiores e inferiores así como dientes molariformes con un número menor de crestas y un patrón de superficie masticatoria mamelonada. Por esta razón, los gonfoterios son situados frecuentemente en su propia superfamilia, los Gomphotherioidea, la cual es hermana de los Elephantoidea modernos. Sin embargo, a veces se os considera como miembros de Elephantoidea. En general, los gonfoterios son uno de los grupos más exitosos entre los proboscídeos, los cuales experimentaron numeroso cambios en su larga existencia. Estos incluyen un aumento sustancial en su tamaño general, de sus defensas y de sus dientes molariformes así como un incremento en la complejidad de los mismos.
Los gonfotéridos son registrados por primera vez a finales del Oligoceno en África y están entre los primeros representantes de los proboscídeos que abandonaron ese continente tras el cierre del mar de Tetis y la aparición del puente terrestre a Eurasia durante la transición al Mioceno. Entre otros, Gomphotherium alcanzó Norteamérica hace unos 16 millones de años a través del estrecho de Bering, mientras que en América Central son registrados ya a finales del Mioceno hace unos 7 millones de años. Los gonfotéridos alcanzaron América del Sur durante el Gran intercambio americano hace entre 3.5 a 2.5 millones de años. Los gonfotéridos suramericanos difieren de sus parientes de otras partes del mundo por su hocico relativamente corto (gonfotéridos brevirrostres) y cráneos de domo alto. Adicionalmente, las defensas solo suelen estar en la parte superior. Los dos géneros suramericanos conocidos (Notiomastodon y Cuvieronius) junto con su pariente norteamericano (Stegomastodon) forman un grupo monofilético conocido como la subfamilia Cuvieroniinae, las cuales a su vez se agrupan con Rhynchotherium en un grupo mayor llamado Rhynchotheriinae. Algunos investigadores han propuesto la idea de que Cuvieronius es un descendiente directo de Rhynchotherium, lo cual se evidencia en sus defensas superiores muy especializadas, las cuales cuentan con una banda de esmalte en espiral. Notiomastodon podría haber descendido directamente de Cuvieronius. La idea se apoya en el reconocimiento de que a diferencia de los ejemplares adultos, los juveniles de Cuvieronius aún tenían defensas inferiores, mientras que en Rhynchotherium la mandíbula tiene defensas inferiores en todas las edades. Esta idea no toma en cuenta las relaciones con otros gonfotéridos de hocico corto que son en su mayoría poco claras. Resulta problemática la situación de Sinomastodon, una forma del oriente asiático con características esqueléticas muy similares a los gonfotéridos suramericanos. En varios estudios filogenéticos, Sinomastodon forma un grupo con Stegomastodon, Cuvieronius y Notiomastodon, por lo cual su presencia en Asia se interpreta como una migración desde América. Debido a su aislamiento geográfico de los géneros americanos, los científicos chinos suelen situarlo en la subfamilia independiente Sinomastodontinae. Tomando en cuenta la carencia de formas intermedias, algunos autores consideran las similitudes entre Sinomastodon y los gonfotéridos suramericanos como resultado de una evolución convergente.
Como ocurre con muchos mamíferos conocidos solo por sus fósiles, las relaciones filogenéticas son inferidas a partir de características anatómicas del esqueleto. Es solo desde la década de 2000 que los métodos basados en genética molecular y análisis bioquímicos han adquirido paulatinamente un mayor papel. Además del mamut lanudo (Mammuthus primigenius), el mamut colombino (Mammuthus columbi) y el elefante de defensas rectas (Palaeoloxodon antiquus) que son miembros de la familia moderna de los elefántidos, el mastodonte americano (Mammut americanum) de la familia Mammutidae es el único proboscídeo antiguo cuyos datos moleculares se han secuenciado. Notiomastodon es el único representante de los gonfotéridos del cual hay datos bioquímicos disponibles para hacer una comparación. En claro contraste con lo que se sospechaba de su cercano parecido anatómico con los elefántidos, un estudio publicado en 2019 indicó una relación más cercana con los mamútidos. No es claro si este resultado puede extrapolarse al resto del grupo entero de los gonfotéridos. Por otra parte, un estudio de 2021 basado en ADN mitocondrial determinó que Notiomastodon estaría más cercanamente relacionado con los elefantes modernos que con Mammut.
Dentro de este género, asolo se reconoce una especie:
- N. platensis (Ameghino, 1888)

A través de la historia se han descrito a varias otras formas, algunas de ellas asociadas con Notiomastodon (N. ornatus), algunas también con Haplomastodon (H. waringi, H. chimborazi), pero ahora se consideran sinónimos más modernos de N. platensis.

## Historia evolutiva

### Orígenes
La aparición de los gonfotéridos en América del Sur se origina con el Gran intercambio americano. Este empezó en el Plioceno hace unos 3.5 millones de años, cuando el istmo de Panamá se cerró y se estableció una conexión de tierra firme entre Norte y Suramérica. Este intercambio se produjo en ambas direcciones, de modo que por ejemplo los perezosos terrestres y gliptodontes llegaron al norte, mientras que los mamíferos carnívoros y artiodáctilos y además los proboscídeos entre otros se mezclaron con la fauna endémica del sur. El registro más antiguo de proboscídeos de Suramérica proviene de la sección media de la Formación Uquia en el noroeste de Argentina. Este data de hace unos 2.5 millones de años, y los hallazgos, que corresponden a restos fragmentarios de vértebras, no son atribuibles a un género en particular. Se desconoce en qué momento Notiomastodon se originó. No hay hallazgos claros documentados de este género en América Central. Por su parte, Cuvieronius apareció en la región hace unos 7 millones de años. Se ha asumido generalmente que los gonfotéridos invadieron Sudamérica en dos oleadas independientes. Cuvieronius usó un corredor al oeste de los Andes, mientras que Notiomastodon usó el del este a lo largo de la costa atlántica y las zonas bajas. Es posible que la emigración a América del Sur fuera mucho más compleja, dado que Cuvieronius no muestra una restricción a las zonas altas en América Central, sino que también puede hallarse en allí en zonas bajas.  La evidencia más antigua conocida de Notiomastodon en América del Sur es un diente individual hallado en la plataforma continental de la costa brasileña en el estado de Río Grande del Sur, el cual fue datado radiométricamente hace 464 000 años y por tanto corresponde al Pleistoceno medio. La vasta mayoría de hallazgos de Notiomastodon pertenecen al final del Pleistoceno medio y el Pleistoceno superior. Sus áreas de distribución en el centro de Chile pueden haberse alcanzado de forma relativamente tardía, ya fuera por una ruta desde la región pampeana hacia los valles bajos interandinos o desde el norte por las tierras bajas amazónicas. Esto puede haber ocurrido durante los periodos cálidos del último periodo glacial, cuando el casquete de hielo de la Patagonia era menos extenso.

### Extinción
Durante la última etapa de su historia, Notiomastodon fue contemporáneo de los primeros grupos humanos de cazadores-recolectores que llegaron a América del Sur. De forma similar a otros grandes mamíferos, este proboscídeo desapareció durante la extinción masiva del Cuaternario, cuyas causas exactas son objeto de largas controversias en la literatura científica. No es claro si los paleoindios jugaron un rol decisivo en la extinción de Notiomastodon a través de la caza activa. En total, hay menos de una docena de yacimientos de América del Sur en donde esté asociado Notiomastodon con presencia humana. Estos están dispersos por el norte y suroeste de América del Sur, mientras que en la totalidad de la región pampeana no se conoce ningún hallazgo con presencia conjunta de proboscídeos y humanos. Por lo tanto, hay poca evidencia real de caza activa. Entre los hallazgos más significativos están los realizados en Taima Taima en la zona costera del norte-centro de Venezuela. Allí se encontró una punta de proyectil del tipo El Jobo en un esqueleto de Notiomastodon y además este sitio contiene restos del perezosos terrestre Glossotherium. La edad de estos hallazgos se remonta a hace 13 000 años. Algunos de los hallazgos en Monte Verde en el centro de Chile, los cuales tienen 11 900 años, también están asociados con la cacería humana. Las piezas encontradas allí sin embargo son muy fragmentadas y frecuentemente limitadas a defensas y molares así como elementos individuales del esqueleto, por lo que algunos autores suponen que los restos de proboscídeos provienen de cadáveres localizados en otra ubicación y luego eran consumidos allí. Algunos hallazgos muy recientes de Notiomastodon tienen edades de 11 740 a 11 100 años y fueron obtenidos de Quereo en Chile, de Itaituba en el río Tapajés en el centro de Brasil y de Tibitó en Colombia, estando este último asociado con tres docenas de herramientas de piedra. Incluso más reciente es un cráneo de Taguatagua en Chile, cuya edad se estima en 10 300 años antes del presente. Por otra parte, algunos científicos sugieren una revisión de sitios individuales con hallazgos datados en el Holoceno inferior, como en Quebrada Ñuagapua en Bolivia. Un hallazgo realizado en el valle del río Magdalena en El Totumo, Colombia tiene una datación tan reciente como hace 6060 ± 60 años antes del presente. Los modelos climáticos proyectados para América del Sur durante el Pleistoceno tardío e inicios del Holoceno sugieren que loos hábitats de la región se volvieron más húmedos y con mayor presencia de bosques, lo cual habría reducido el hábitat apropiado para Notiomastodon y Equus neogeus, otra especie hallada comúnmente en espacios abiertos, lo cual junto con los consecuentes cambios en la vegetación afectaría a estos grandes mamíferos.
En 2019, se publicó la descripción de un ejemplar joven de Brasil el cual tenía un artefacto inserto en su cráneo, lo cual sugiere que la cacería humana pudo haber jugado un rol en su extinción.

## Historia de la investigación

### Inicios

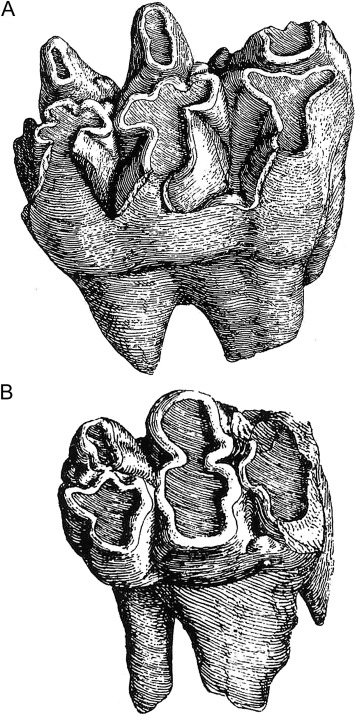
Dos dientes de gonfoterios de Cuvier (1806); "A" es el “Mastodonte des cordillères” y "B" es el “Mastodonte humboldien”

Tradicionalmente, se distinguían varias especies de gonfotéridos del Pleistoceno tardío en Suramérica. Estos incluían de un lado a una forma de tierras altas de los Andes, Cuvieronius cuya clasificación no ha sido controvertida y por otra parte a varias formas presentes en las tierras bajas como Haplomastodon y Notiomastodon. Además de ello está Stegomastodon, el cual tiene una distribución norteamericana. Las relaciones de los tres géneros entre sí sobre su independencia o sinonimización han sido objeto de continua discusión. La exploración de los proboscídeos suramericanos comenzó con las expediciones de Alexander von Humboldt en el tránsito del siglo XVIII al XIX. De su colección de hallazgos, Georges Cuvier publicó dos dientes en 1806, uno de los cuales provenía de las vecindades del volcán Imbabura cerca de Quito en Ecuador, y el otro de Concepción en Chile. Cuvier no les dio nombres científicos que sean hoy válidos, sino que simplemente llamó al primero en francés "Mastodonte des cordilléres" y al segundo "Mastodonte humboldien". En 1814, Gotthelf Fischer von Waldheim acuñó los primeros nombres científicos de los proboscídeos de América del Sur al rebautizar al "Mastodonte des cordilléres" de Cuvier como Mastotherium hyodon y al "Mastodonte humboldien" como Mastotherium humboldtii. El propio Cuvier referiría ambas especies al género hoy en desuso "Mastodon" en 1824, pero creó un nuevo nombre de especie para el hallazgo ecuatoriano el cual es "Mastodon" andium (él situó el hallazgo chileno en "Mastodon" humboldtii). Desde el punto de vista actual, ambos dientes no tienen características de diagnóstico específicas que permitan asignarlos a una especie en particular. En los años siguientes se incrementó el número de fósiles descubiertos, lo cual llevó a Florentino Ameghino en 1889 a dar la primera revisión general de los proboscídeos en su extenso trabajo sobre los mamíferos extintos de Argentina. En este enumeró a varias especies, todas la cuales consideró análogas al "Mastodon" de Cuvier. Adicionalmente a las especies ya creadas por Cuvier y Fischer, Ameghino nombró a algunas nuevas, incluyendo a "Mastodon" platensis, la cual ya había establecido un año antes y cuya descripción estaba basada en un fragmento de defensa de un individuo adulto de San Nicolás de los Arroyos en la provincia de Buenos Aires, en las costas del río Paraná, (número de catálogo MLP 8-63). Henry Fairfield Osborn usó a "Mastodon" humboldtii en 1923 para incluirlo en el nuevo género Cuvieronius (el otro nombre de género que creó en 1926, Cordillerion basado en "Mastodon" andium, es ahora considerado un sinónimo de Cuvieronius). Cuarenta años después de Ameghino, Ángel Cabrera revisó los hallazgos de proboscídeos. Él nombró al género Notiomastodon , "mastodonte del sur" y le asignó la nueva especie Notiomastodon ornatus, de la cual había encontrado una mandíbula y otro fragmento de defensa en Playa del Barco cerca de Monte Hermoso también en la provincia de Buenos Aires (número de catálogo MACN 2157). Por su parte, asignó al "Mastodon" platensis de Ameghino a Stegomastodon y sinonimizó a esta especie con algunos de los nombres antes propuestos por Ameghino. El propio género Stegomastodon se remonta a Hans Pohlig en 1912, quien lo refirió a unos hallazgos de mandíbula de América del Norte.

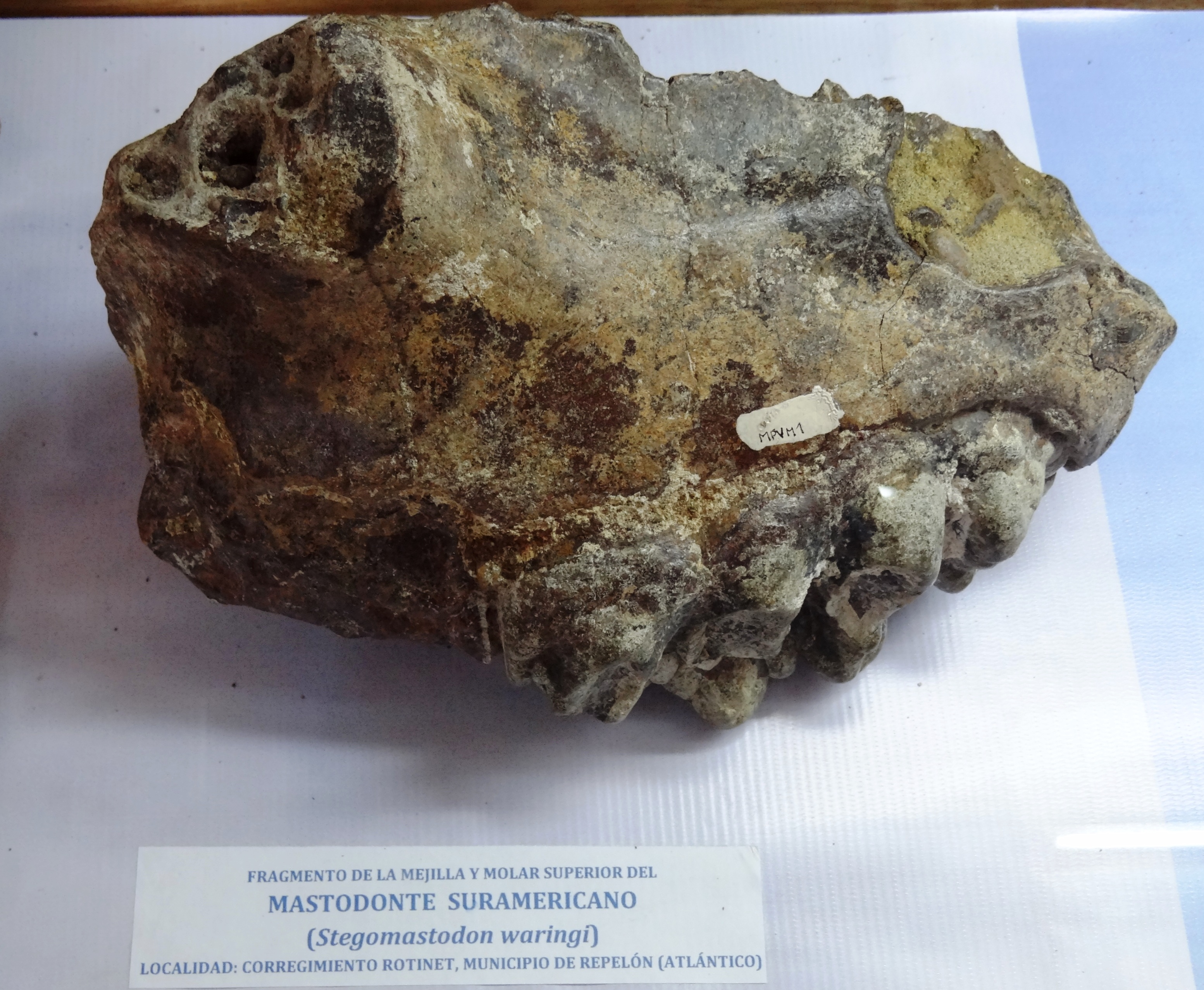
Molar de Haplomastodon waringi.

En la zona más al norte de Suramérica, Juan Félix Proaño descubrió en 1894 un esqueleto casi completo cerca de Quebrada Chalán, en la vecindad de Punín en la provincia ecuatoriana de Chimborazo. El esqueleto lo denominó como la nueva especie "Masthodon" chimborazi en 1922. Sin embargo, en 1929 este se perdió casi por completo en un incendio en la Universidad de Quito, junto con otro esqueleto recuperado en Quebrada Callihuaico cerca de Quito un año antes. En 1950, Robert Hoffstetter usó los húmeros derecho e izquierdo del esqueleto de Quebrada Chalán para nombrar a Haplomastodon, el cual consideró como un subgénero de Stegomastodon. Como especie tipo asignó a Haplomastodon chimborazi (números de catálogo MICN-UCE-1981 y 1982; en 1995 Giovanni Ficcarelli y colaboradores identificaron un neotipo con el número de catálogo MECN 82 a 84 de Quebrada Pistud en la provincia ecuatoriana de Carchi, el cual también incluía un esqueleto completo. Solo dos años después Hoffstetter elevó a Haplomastodon al nivel del género, siendo su criterio principal para distinguirlo de Stegomastodon la ausencia de una abertura transversal en el atlas (primera vértebra cervical). Simultáneamente, distinguió a dos subgéneros más, Haplomastodon y Aleamastodon, los cuales diferenciaba entre sí por la ausencia y presencia de dichas aberturas en el axis, respectivamente.

### Stegomastodon,NotiomastodonyHaplomastodon
Desde el establecimiento de Stegomastodon por Pohlig en 1912, Notiomastodon por Cabrera en 1929 y Haplomastodon como un género independiente por Hoffstetter en 1952, han existido múltiples discusiones sobre la validez de los tres taxones. Ya en 1952, Hoffstetter había limitado a Haplomastodon al noroeste de Suramérica, mientras que para los hallazgos restantes como los de provenientes de Brasil, prefirió situados dentro de Stegomastodon. Esto fue revisado por George Gaylord Simpson y Carlos de Paula Couto en 1957 en su extenso trabajo Mastodonts of Brazil. En este ambos autores refirieron todos los hallazgos brasileños a Haplomastodon. Determinaron que los otros dos géneros, Notiomastodon y Stegomastodon, por su parte se hallaban más al suroriente en la región pampaeana. Los rasgos de los forámenes transversales de la primera vértebra cervical, los cuales Hoffstetter aplicó para distinguir a Haplomastodon de Stegomastodon, resultaron ser muy variables, incluso en un mismo individuo, de acuerdo con las investigaciones de Simpson y Paula Couto. Por lo tanto ambos resaltaron como rasgo diagnóstico de Haplomastodon comparado con Notiomastodon y Stegomastodon las defensas superiores mucho más curvadas hacia arriba, las cuales no presentan ninguna capa de esmalte. Simpson y Paula Couto establecieron como especie tipo del género a Haplomastodon waringi. La designación de esta especie remite a "Mastodon" waringi, un taxón acuñado por William Jacob Holland en 1920. Este estaba basado en un resto muy fragmentado de mandíbula hallado en Pedra Vermelha en el estado brasileño de Bahía, y debido a que fue nombrado mucho antes, según argumentaron Simpson y Paula Couto y en acuerdo con las reglas de nomenclatura de la ICZN, este nombre tiene prioridad sobre Haplomastodon chimborazi. Sin embargo, la validez de la designación de esta especie fue frecuentemente criticada, incluyendo al propio Hoffstetter, dado que el material de Brasil resulta poco significativo por el estado de su conservación. Otros autores siguieron esta idea y consideraron a Haplomastodon chimborazi como el nombre válido (aunque en 2009 el taxón "Mastodon" waringi fue preservado por la ICZN debido a sus múltiples menciones en la literatura científica).

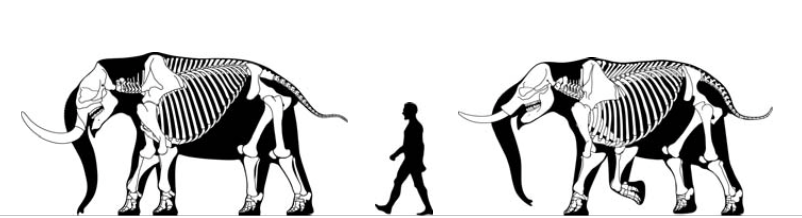
Esqueletos de Stegomastodon (izquierda) y Notiomastodon (derecha)

En 1995, María Teresa Alberdi y José Luis Prado sinonimizaron a Notiomastodon con Stegomastodon dejando como la especie válida a Stegomastodon platensis. En el mismo estudio también sinonimizaron a Haplomastodon con Stegomastodon creando la combinación Stegomastodon waringi. De acuerdo con su visión, en su época Stegomastodon era el único género de gonfotérido presente en las tierras bajas suramericanas. Sin embargo, en 2008 Marco P. Ferretti defendió la clasificación independiente de Haplomastodon, pero al mismo tiempo cuestionó la separación de Notiomastodon respecto de Stegomastodon. Solo dos años más tarde publicó un exhaustivo trabajo enfocado en la anatomía del esqueleto de Haplomastodon, en el cual lo apartó claramente de Stegomastodon y le dio una posición intermedia entre este y Cuvieronius en los Andes. Alrededor del mismo periodo, Spencer George Lucas y colaboradores llegaron a una conclusión similar, especialmente tras examinar un esqueleto casi completo de Stegomastodon del estado mexicano de Jalisco y determinaron que este género debía ser separado de los gonfotéridos suramericanos debido a sus diferentes características músculo-esqueléticas. Ellos diferenciaron a Notiomastodon de Haplomastodon debido a la superficie de masticación de sus molariformes que sería mucho más compleja. De acuerdo con esto, habría al menos dos especies de gonfotéridos viviendo en las zonas bajas de América del Sur. El análisis de un equipo de investigadores liderado por Dimila E. Mothé a comienzos de la década de 2010 dio un resultado diferente. Tras examinar un abundante material de proboscídeos suramericanos, determinaron que aparte de Cuvieronius, solo había otro género de proboscídeo en Suramérica durante el Pleistoceno. En su opinión, este animal mostraba una gran variabilidad en relación con la morfología de los dientes y cráneo, principalmente en la forma de las defensas y dientes molariformes. Al seguir las reglas de prioridad de ICZN, queda como válido el primer nombre de género dado a este gonfotérido que sería Notiomastodon, y con solo una especie la cual debe ser llamada Notiomastodon platensis. Esta es la clasificación que ha sido adoptada en varias  veces en los años siguientes, y Mothé y colaboradores a través de un extenso análisis morfológico de los dientes y esqueletos, descubrieron que Stegomastodon se diferenciaba significativamente de Notiomastodon y se limitaba a América del Norte. Más adelante, Spencer George Lucas también apoyó esta idea. Algunos autores como Alberdi & Prado consideraron que la idea no era concluyente, ya que consideraron que el material norteamericano de Stegomastodon es demasiado escaso y fragmentario como para hacer una afirmación definitiva; aun así, en una revisión del registro fósil de los gonfotéridos en América del Sur publicada en 2022, ambos autores acordaron en denominarlo Notiomastodon.

### Amahuacatherium
Especialmente problemático resulta el género Amahuacatherium, el cual fue descrito en 1996 por Lidia Romero-Pittman con base en una mandíbula fragmentada y dos molares aislados encontrados en la región de Madre de Dios en el sureste de Perú. Los hallazgos provienen de la Formación Ipururo, la cual aflora a lo largo del río Madre de Dios. Sin embargo, un esqueleto parcial que se había descubierto junto con estos fósiles se perdió durante una violenta inundación. Como característica especial de Amahuacatherium, los autores resaltaron la mandíbula corta con alvéolos para unos incisivos rudimentarios y un molares con un patrón de superficie masticatoria de los molares moderadamente complejo. La edad de las capas sedimentarias de estos restos fósiles se estiman en cerca de 9.5 millones de años, lo cual se corresponde con el Mioceno tardío. Esto convertiría a Amahuacatherium en uno de los primeros mamíferos en alcanzar Suramérica desde el norte antes del Gran intercambio, el cual solo empezaría unos seis millones de años después.  Adicionalmente, este hallazgo es mucho más antiguo que las evidencias de gonfotéridos consideradas como las más antiguas tanto en Centro como Suramérica, las cuales datan de 7 y 2.5 millones de años, respectivamente. Solo unos años más tarde, varios autores expresaron sus dudas acerca de la identidad de este género y su edad. Por ejemplo, sus molares fueron considerados como apenas distinguibles de otros gonfotéridos suramericanos y la presencia de alvéolos para las defensas inferiores sería una malinterpretación de las cavidades mandibulares. La edad geológica resulta también difícil de determinar debido a las complejas condiciones estratigráficas del lugar. Otros científicos estuvieron de acuerdo en esto, y adicionalmente, nuevos análisis dentales no revelaron ninguna diferencia significativa con Notiomastodon, en relación con los otros hallazgos suramericanos.